# NMR on a Chip
NMR on a Chipとは近年開発が進められる小型化された核磁気共鳴分光計。

## 概要
従来の核磁気共鳴分光計は大きく、固定式で磁石には超電導磁石を使用しており、自由に移動することが困難で用途が限られていた。近年、半導体技術を応用することにより、1チップで核磁気共鳴分光計を実現できるようになりつつある。

## 特徴

### 利点
- 小型軽量化
- 低消費電力
- 大量生産による低価格化

### 欠点
- 磁石が小型なので分解能が低く、感度も低い

## 用途
従来は巨大な据置き型測定装置だった核磁気共鳴分光計が小型化されることにより、従来では携行性や、価格的に応用が困難だった用途へ適用が拡大する可能性がある。